# بكر بن عبد مناة

بنو بكر بن عبد مناة بن كنانة بن خزيمة بن مدركة بن إلياس بن مضر بن نزار بن معد بن عدنان، أحد أشهر بطون قبيلة كنانة في العصر الجاهلي وصدر الإسلام وفي عصور الخلافة الأموية والعباسية، وتعد من أكبر القبائل العربية عدداً. وهم أبناء عمومة قريش قبيلة نبي الله محمد وكانوا ينافسون بني عمومتهم قريش على الشرف وعلى سيادة مكة المكرمة.
وسمي بكر نسبة إلى جده من أمه بكر بن وائل حيث أن أمه هي هند بنت بكر بن وائل.
وهم من بني علي وذلك أنه لما مات عبد مناة والد بكر، تزوجت هند أم بكر من علي بن مسعود الغساني الأزدي وهو أخو عبد مناة لأمه، فحصر علي الغساني أبناء أخيه لأمه عبد مناة ورعاهم، فقيل لأبناء عبد مناة: بنو علي،  وإياهم عنى الشاعر أمية بن أبي الصلت الثقفي بقوله:

## ديارهم اليوم
ويتواجد بنو بكر اليوم في عدة دول حيث يسكنون في تهامة جنوب شرق مكة المكرمة والمدينة المنورة في السعودية، وكذلك في جنوب العراق، وفي الأردن ومصر، وبعد الإسلام دخل الكثير من رجال قبيلة بكر مع الجيوش الإسلامية واشتركت في الفتوحات ومنهم قادة عظام كما برز منهم علماء.

## بطون بني بكر بن عبد مناة
تنقسم بكر بن عبد مناة إلى قبائل قديمة أشهرها:
1. بني ضمرة ومنهم بنو غفار
2. بني الدئل
3. بني ليث
4. بني العريج

## حرب الفجار
من بني بكر كان البراض الغفاري الكناني الذي أجج حرب الفجار بين كنانة وقيس عيلان.

## حروبهم مع خزاعة
كانت بين بني نفاثة بن عدي بن الدئل بن بكر وبين قبيلة خزاعة حروب وأيام في الجاهلية منها يوم الوتير والذي كان سببا في فتح مكة.

## حروبهم مع قريش
كانت بينهم وبين بني عمومتهم قريش حروب وأيام في الجاهلية منها يوم ذات نكيف ويوم شهورة.

## صلح الحديبية
أثناء صلح الحديبية دخل بنو الدئل بن بكر في حلف قريش.

## فتح مكة
في فتح مكة استحل النبي ﷺ دماء بني الدئل فقط من بني بكر للخزاعيين ليشفي الله غيظ قلوبهم أما بني ليث وبني ضمرة فكانوا مسلمين وكانوا ضمن جيش الفتح.
من بني بكر صحابة كثر أشهرهم أبو ذر الغفاري وأبو واقد الليثي ومنهم تابعون شهيرون كأبي الأسود الدؤلي.